# Eucyclogobius
Eucyclogobius — рід риб родини Оксудеркових (Oxudercidae). Представники є ендеміками Каліфорнії, США.

## Види
На даний час існує два валідних види:
- Eucyclogobius kristinae Swift, Spies, Ellingson & Jacobs, 2016[1]
- Eucyclogobius newberryi (Girard, 1856)